# (4760) Jia-xiang
(4760) Jia-xiang es un asteroide perteneciente al cinturón de asteroides, descubierto el 1 de abril de 1981 por el equipo del Observatorio del Harvard College desde la Estación George R. Agassiz, Estados Unidos.

## Designación y nombre
Designado provisionalmente como 1981 GN1. Fue nombrado Jia-xiang en honor al astrónomo japonés Zhang Jia Xiang, que trabajó en el Observatorio de la Montaña Púrpura llegando a ser director.

## Características orbitales
Jia-xiang está situado a una distancia media del Sol de 2,326 ua, pudiendo alejarse hasta 2,625 ua y acercarse hasta 2,027 ua. Su excentricidad es 0,128 y la inclinación orbital 9,851 grados. Emplea 1296 días en completar una órbita alrededor del Sol.

## Características físicas
La magnitud absoluta de Jia-xiang es 14. Tiene 5,137 km de diámetro y su albedo se estima en 0,227.